# 双福镇
双福镇，是中华人民共和国四川省乐山市峨眉山市下辖的一个乡镇级行政单位。2019年12月，撤销普兴乡，将其所属行政区域划归双福镇管辖。

## 行政区划
双福镇下辖以下地区：
四桥社区、双福村、同兴村、五星村、陈岗村、石岗村、江场村、三江村、尖锋村、纸厂村、小河村、李河村、净居村、张岗村、新华村、黄龙村、冯岗村、塘房村、露华村和林园村。